# Dimorphodontidae
Los dimorfodóntidos (Dimorphodontidae) son una familia de primitivos pterosaurios "ranforrincoideos" denominados así por su género más característico, Dimorphodon, que vivieron entre el Triásico Superior al Jurásico Inferior.
La familia Dimorphodontidae fue nombrada en 1870 por Harry Govier Seeley (aunque la denominó "Dimorphodontae") con Dimorphodon como su único miembro conocido.
En 2003 David Unwin definió un clado Dimorphodontidae, como el clado consistente en el último ancestro común de Dimorphodon macronyx y Peteinosaurus zambellii y todos sus descendientes. Las especies definitorias eran los únicos dimorfodóntidos conocidos. Este grupo podría ser el clado más basal dentro de Pterosauria con la excepción del Preondactylus y el grupo hermano del cladoe Caelidracones dentro de Macronychoptera.
De acuerdo a Alexander Kellner, Dimorphodon no está tan cercanamente relacionado con Peteinosaurus y el concepto sería entonces superfluo.